# اللغة الدينكاوية

اللغة الدينكاوية/ أيقونة

الدينكاوية أو تونقيانق «بادغام النون والقاف» ومعناها (الناس) أو القوم. وتتفرع من اللغات (لغات نيلية صحراوية) وتكتب بالأبجدية اللاتينية مع بعض الإضافات.
تعتبر قبيلة «الدينكا» التي يعرف أفرادها بأنهم من أكثر شعوب العالم طولاً، أكبر فروع المجموعات النيلية بالسودان قبل الانفصال، وتضم أيضاً قبائل «الشلك» و«النوير» و«الأنواك»، وبعضاً من قبائل مناطق «الاستوائية» و«بحر الغزال» و«جنوب النيل الأزرق»، ويتصفون بكونهم أكثر الأفارقة سمرة وطولاً، يتحدثون اللغة «الدينكاوية»، ولديهم مجموعة متنوعة، وحصرية من المفردات لوصف أحوالهم، وإشارات خاصة للتواصل مع ماشيتهم وتسميتها ومناداتها.
يشكل شعب «الدينكا» الأكثرية في دولة جنوب السودان، ويتميزون بطول قاماتهم، وبشرتهم السمراء، وثمة أسطورة تتحدث عن لون بشرتهم الممعنة في السواد، إذ إن هناك فاتنة سمراء فارعة الطول «ألوت - بنت الغمام»، التي نزلت من السماء مع العواصف الاستوائية المطيرة وهي حبلى، لتنجب جد «الدينكا»، الغلام «دينغ ديت»، وهذه الأسطورة تنتقل من جيل إلى جيل.
منذ ذلك الحين، أسست القبيلة لنفسها نظماً داخلية مستقلة لكنها مترابطة في الوقت ذاته، من أجل تعويض غياب السلطة المركزية في القبيلة، بجعل قائد أو سلطان على رأس كل مجموعة، يسمى «بنج».

## عادات ملفتة للزواج
يقوم الزواج والطلاق عند قبيلة «الدينكا» على معتقدات دينية خاصة، وطقوس وعادات غريبة، فعندما يحب شاب فتاة، فإنه يفعل كل ما يستطيع للزواج منها، وفي تقليد يعرف بـ«الرواك»، يقوم باختطافها إلى مكان بعيد عن القبيلة، ويظلا معاً حتى تشارف على وضع الطفل الأول ثم يحضرها لإتمام مراسم الزواج.
ويعتبر المهر من أهم وأول مراحل الزواج عندهم، وهو بمثابة دستور اجتماعي يتقرر حجمه وفق معايير محددة ومعترف بها، ولا يدفع نقداً بل في شكل أبقار، الثروة الأساسية التي يشتهر «الدينكا» بامتلاك أفضل سلالاتها وأنواعها.

### تحديد المهر
من أهم المعايير لحجم المهر، طول قامة الفتاة، ووزنها، ودرجة سمرة بشرتها، فضلاً عن الوضع الاجتماعي لأسرة العروس، وغالباً ما يتراوح المهر بين 70 و200 بقرة، وقد يصل إلى 500 رأس من الأبقار، وفق مواصفات العروس وموقعها من المعايير المعترف بها داخل القبيلة، وليس من الضروري أن يُدفع المهر دفعة واحدة، إذ يمكن تقسيطه على دفعات متفق عليها، لكن المهر في كل الأحوال لا يسقط أبداً، حتى بعد وفاة الزوجين يظل استحقاقاً قائماً، مع السماح  للرجل بالزواج بالعدد الذي يريد من النساء، ويكون للواحد منهم عشرات الأبناء والأحفاد، ما تسبب في ارتفاع أعداد الأبقار والأغنام الموجودة في دولة جنوب السودان ليزيد على عدد السكان أنفسهم، وجعلها ذات أهمية اقتصادية واجتماعية كبرى سواء للمواطنين أو لاقتصاد الدولة.
من تقاليد «الدينكا» الملفتة، أنه إذا مات الزوج فإن شقيقه يرث زوجته أو زوجاته.

## ديانات وأساطير
انتشرت الديانات المسيحية والإسلامية، وسط «الدينكا» بخاصة عندما كان السودان موحداً قبل الانفصال، ووفق باحثين فإن «الدينكا» يعتقدون بوجود إله واحد يدعى «نيال» أو «نياليك» وأن روحه تتمثل في أفراد القبيلة، كما يعتقدون أن جدهم الأكبر، «دينغ ديت» ابن «الوت»، الوافدة من السماء، كان يتمتع بسمات وخصائص أقرب إلى الأنبياء، كما يشبهون طريقة قدومه وولادته بميلاد السيد المسيح.
وبحسب المؤرخ، أحمد عبد الله آدم، مؤلف كتاب «قبائل السودان نموذج التمازج والتعايش»، فإن القبائل النيلية تنقسم إلى فرعين، «النيليون» و«النيليون الحاميون»، ويعتبر «الدينكا» من الفئة الأولى «النيليون»، أكبر قبيلة في السودان قبل الانفصال، ويرجح أنهم ثاني أكبر قبيلة في أفريقيا، بعد قبيلة «الماساي» في كينيا، إذ كانوا يمثلون 11 في المئة من مجموع سكان السودان، و50.4 في المئة من سكان جنوب السودان حالياً.
ويُقِسم آدم، «الدينكا» إلى قسمين كبيرين هما، «دينكا» (اكوي) نسبة إلى جدهم الأكبر (اوك اوي)، ويرمز الاسم إلى الصقر القوي الأبيض سريع الانقضاض، ودقيق التصويب، ومن سلالة (اكوي) التي توجد بكثافة في ولاية بحر الغزال، تتفرع ثلاثة سلالات لـ«الدينكا»، هي: «دينكا ريك»، ومركزهم «التونج»، و«دينكا قوقريال» وهم خليط من «دينكا ريك» و«توج»، أما الفرع الثالث فهم «دينكا ملوال» أكبر مجموعاتهم، وتشكل 60 في المئة من «دينكا» جنوب السودان، ومركزها مقاطعة «أويل»، أما القسم الثاني، فهم «دينكا ليط» نسبة إلى جدهم «ليط»، ويوجد معظمهم في ولاية أعالي النيل، ويتوزعون على ثلاث مجموعات، «دينكا أفا» في مليط، و«توت وشيش» في يرول إلى جانب «دينكا بور» بمنطقة بور.

### بنت الغمام العائدة إلى السماء
تقول أسطورة أصول ظهور جد «الدينكا» المقدس «دينغ ديت»، وتعني في لغتهم الرب الكبير، وفق مؤلف كتاب قبائل السودان، "إنه منذ زمن بعيد وفي يوم ماطر كثيف الغمام، نزلت فتاة ممشوقة القوام، فارعة الطول وسيمة الملامح، اسمها «ألوت»، وتعني بلغتهم "بنت الغمام" أو "المطر"، وكانت الوت حبلى بارزة البطن، وضعت فور نزولها، وأثناء هطول المطر مولوداً جميلاً مكتمل الأسنان، أبهر الجميع، فتجمع الدينكا من كل مكان، ليستمعوا إلى نصائح «ألوت» والطفل الذي جاء معها من السماء، ووعدتهم بأنه سوف يحدثهم عن نفسه بنفسه، لكن بعد أن يذبحوا ثيراناً بيضاء ويعدوا الولائم والاحتفالات".
وأخبرتهم «ألوت» أن الطفل اسمه «دينغ ديت» وسيتكفل بحفظهم ويكون الصلة الرابطة بينها وبينهم، ثم اختفت بعدها، وفي لحظة اشتدت فيها غزارة الأمطار والبرق والرعد، عائدة إلى السماء وتركت لهم الغلام «دينغ ديت»، الذي عُرف كجد لهم، ليرشد الناس إلى مكارم الأخلاق والقيم الاجتماعية والروحية، ويحثهم على عدم السرقة وعلى الكرم والاحترام الشديد للنساء، بخاصة كبيرات السن، والبعد عن الزنا وزوجات الآخرين، وعدم الغدر والاهتمام بالغريب وإيوائه واتخاذ الأبقار مهراً للزواج، بينما تتحدث أسطورة أخرى ارتبطت أيضاً بأصول «الدينكا» البعيدة تنسبهم إلى الجد «قرنق» الذي انحدرت منه أصول القبيلة.

### مشاكل عمالقة الوراثة مع الطول
يرجع الباحث في تاريخ السودان عباس الشيخ الحاج، أهم أسباب طول قامة أفراد قبيلة «الدينكا» إلى كونها مزيجاً بين طبيعة المناخ الاستوائي وحياة الأدغال، والانغلاق الجيني الوراثي بينهم، الذي تعززه وتحميه العادات والتقاليد الخاصة بالزواج، وبخاصة اتساع دائرة زواج الأقارب، وتتيح أعرافهم وراثة زوجات الأقارب من الإخوان وزوجات الأب باستثناء الأم، فضلاً عن الدور الكبير الذي يلعبه التقليد الخاص بزواج النساء طويلات القامة، وبالتالي إنجاب أطفال طوال القامة، ما يساعد في المحافظة على ميزة الطول الفارع.
يضيف الحاج، «من العادات التي ساعدت الدينكا في الحفاظ على البنية الطويلة القوية أنهم يشربون اللبن الطازج من الأبقار مباشرة، فضلاً عن أن رقصاتهم الهوائية القائمة على القفز العالي، إلى جانب رياضة التعلق في الأشجار وارتباطهم بها، من العادات التي ساعدتهم في الحصول على بنية طويلة وقوية»، ويوضح الباحث في التاريخ أن «الدينكا» نشأوا وتعودوا على نمط من العيش والحياة وسط الغابات ذات المساحات المفتوحة، لذلك فهم يتعرضون عند مغادرتهم بيئتهم الطبيعية، ومنازلهم المصممة بما يتناسب وطول قامتهم لكثير من المضايقات والمشكلات، بخاصة عند الانتقال إلى المدن والمناطق الحضرية، إذ يضطرون للعيش في منازل أو شقق لا يتعدى ارتفاع أبوابها 180 سنتيمتراً، وكذلك التعاطي مع السيارات الصغيرة، كل تلك العوائق، وغيرها، تواجه طوال القامة عموماً، ما يستدعي ترتيبات خاصة للتأقلم.